# Dolmabahçepaleis
Het Dolmabahçepaleis (Turks: Dolmabahçe Sarayı), is een paleis in de Turkse stad Istanboel, gelegen aan de westelijke, Europese zijde van de Bosporus. In de tijd van het Ottomaanse Rijk diende het paleis van 1856 tot 1923 als bestuurlijk centrum van de Ottomaanse sultans.

## Geschiedenis

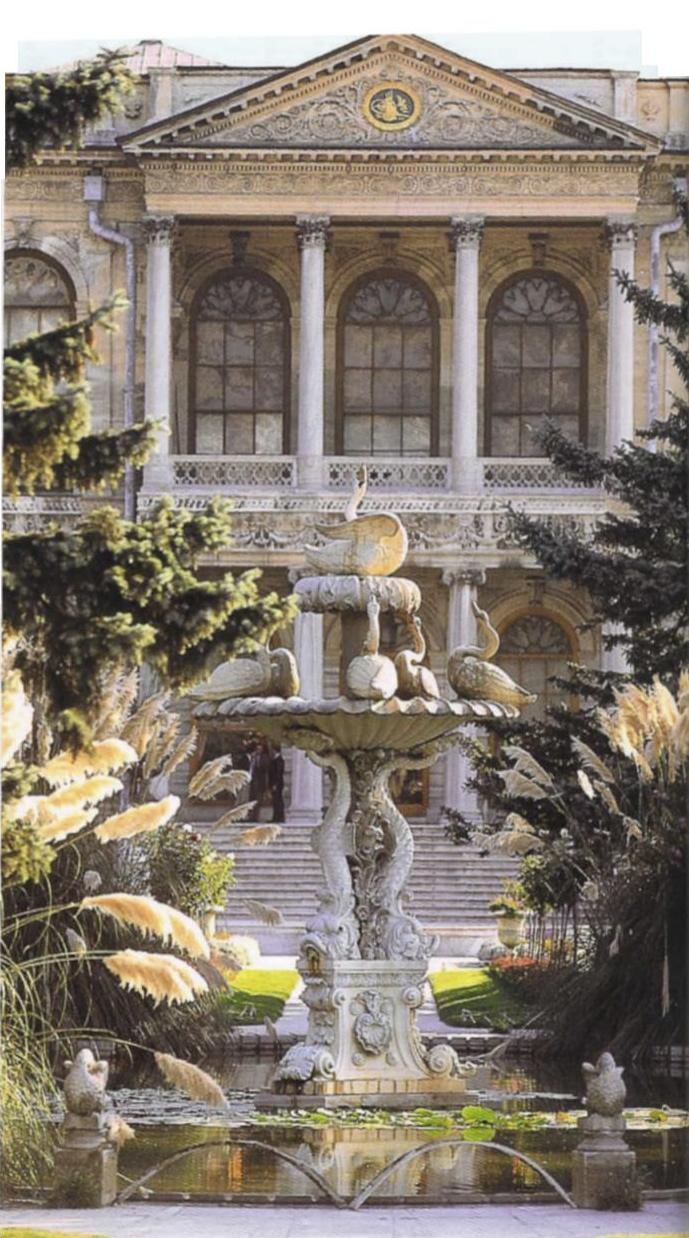
Het Dolmabahçepaleis gezien vanuit de omliggende tuinen

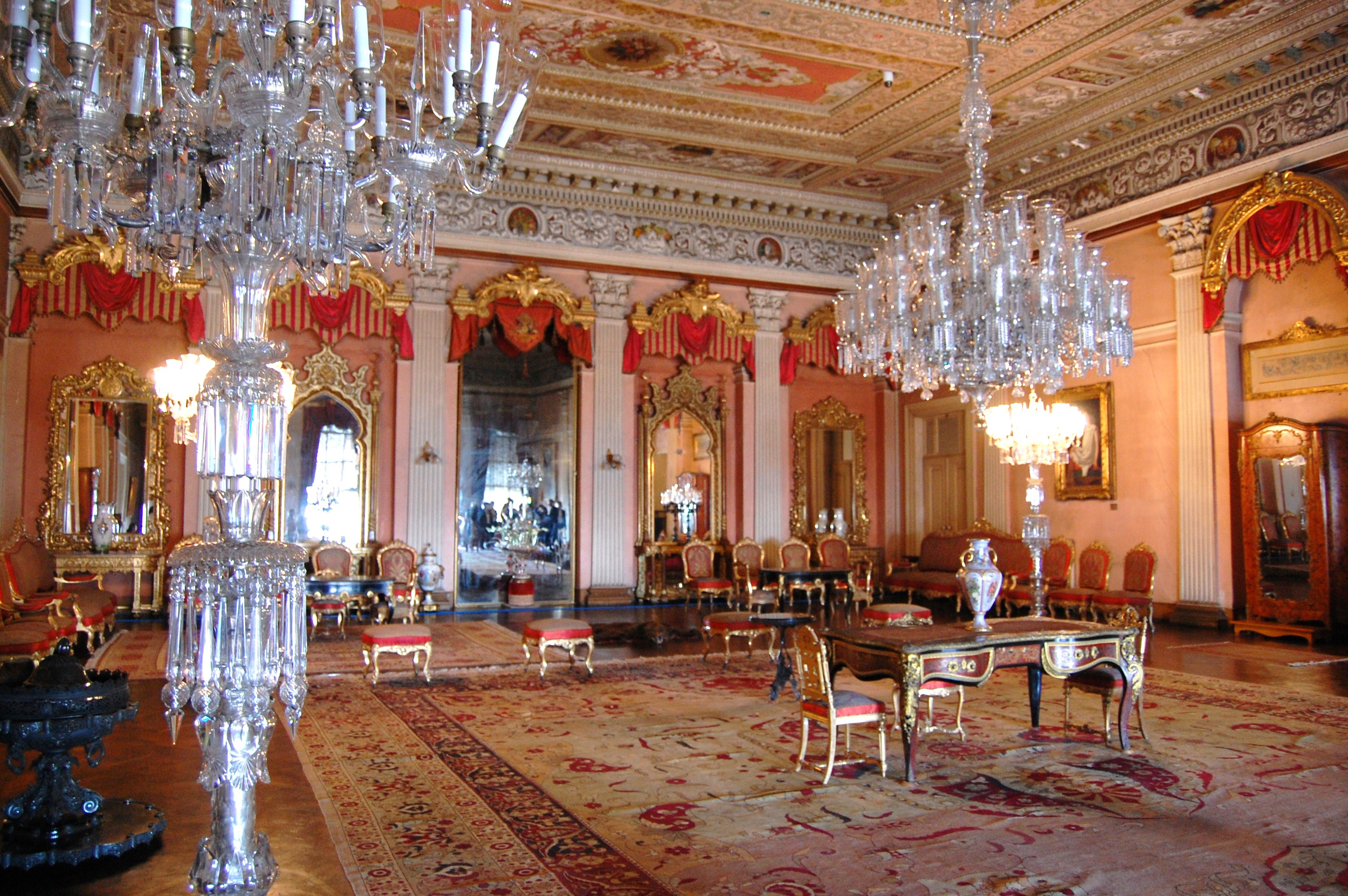
Interieur van het paleis

Dolmabahçe was oorspronkelijk een baai in de Bosporus. In de 18e eeuw werd deze gedempt door de Ottomaanse sultans, waardoor hier een soort keizerlijke tuin ontstond. Hier is de naam Dolmabahçe van afgeleid, dolma betekent gevuld en bahçe tuin. Verscheidene zomerpaleizen werden hier tijdens de 18e en 19e eeuw gebouwd. Het paleis dat bezoekers zien is gebouwd in 1856, tijdens de regeringstijd van Abd-ul-Mejid, op de plek waar vóór de bouw het paleis van Beşiktaş stond. Het Dolmabahçepaleis werd ontworpen door de Armeense architecten Garabet Balyan en zijn zoon Nigoğayos Balyan, beiden leden van de beroemde Armeense Balyan-familie, een familie van hofarchitecten in dienst van de Ottomaanse sultans.
De bouw van het Dolmabahçepaleis ontstond vanuit de behoefte van de sultan voor een meer modernere luxe, dan in het oude Topkapıpaleis waar de sultan woonde. Toen de bouw van het nieuwe paleis voltooid was, verhuisde de Ottomaanse sultan met zijn gevolg ernaartoe. De constructie van het paleis kostte vijf miljoen Ottomaanse gouden lira oftewel 35 ton goud. Dit bedrag kwam overeen met ongeveer een kwart van de jaarlijkse belastinginkomsten. In feite werd de bouw gefinancierd door muntverzwakking, door massale uitgifte van papiergeld en door buitenlandse leningen. De enorme en buitensporige uitgaven legden een grote druk op de staatskas en droegen bij aan de verslechterende financiële situatie van het Ottomaanse rijk.
In de loop van de geschiedenis van het Ottomaanse rijk was het paleis de thuisbasis van zes Ottomaanse sultans vanaf 1856, toen het voor het eerst werd bewoond, tot de afschaffing van het sultanaat op 1 november 1922 door Mustafa Kemal Atatürk, de oprichter en eerste president van de republiek Turkije. De toenmalige sultan Mehmet VI werd toen door Atatürk verbannen naar het buitenland. De laatste van de Ottomaanse familie die in het paleis woonde was Abdülmecit II, die officieel geen sultan was maar slechts kalief. Toen op 3 maart 1924 ook het kalifaat werd afgeschaft, werd ook Abdülmecit II door de Turkse regering geboden om te vertrekken, waarna het eigendom van het paleis overgedragen werd aan het nationale erfgoed van de nieuwe Turkse Republiek.
Hierna werd het paleis niet meer bewoond. De Turkse president Atatürk bezocht het lege paleis eerst drie jaar lang niet. Hierna begon hij het als zijn residentie gebruiken, wanneer hij op bezoek was in Istanboel. Het paleis werd ook gebruikt voor het ontvangen van bezoekende buitenlandse staatshoofden en voor het houden van congressen. Toen Atatürks gezondheid sterk achteruit ging, werd voor hem een slaapkamer klaargemaakt in het paleis voor zijn medische behandeling. Atatürk bracht hij zijn laatste levensjaren door in dit paleis, waarna hij op 10 november 1938 stierf in zijn sterfbed.
Na Ataturk gebruikte president İsmet İnönü het paleis soms als zijn residentie. Vanaf 1952 werd het paleis met tussenpozen geopend voor het publiek als museum. Atatürks kamer maakt deel uit van het museum.

## Inrichting
Het Dolmabahçepaleis is gebouwd in een eclectische stijl van elementen uit de barok, rococo en neoklassieke stijlen, vermengd met traditionele Ottomaanse architectuur om zo een nieuwe synthese te vormen. De lay-out en inrichting van het paleis weerspiegelen de toenemende invloed van Europese stijlen en normen op de Ottomaanse cultuur en kunst tijdens de Tanzimaat-periode. De buitenkant, met name het uitzicht vanaf de Bosporus, toont een klassieke Europese tweevleugelige opstelling die wordt gedeeld door een groot middenrisaliet met twee hoekrisalieten.
Het Dolmabahçepaleis bestaat uit drie delen: de Mabeyn-i Hümâyûn of Selamlik, Muayede Salonu, dat zijn de ceremoniële zalen, en het Harem-i Hümâyûn, de appartementen voor de familie van de sultan. Het paleis heeft een oppervlakte van 45.000 m² en bestaat uit 285 kamers, 46 zalen, 6 badkamers en 68 toiletten. Het beroemde kristallen trappenhuis heeft de vorm van een dubbel hoefijzer en bestaat uit kristal uit Baccarat, messing en mahonie. Het paleis staat bekend om zijn vele Hereketapijten. Het paleis herbergt een van de grootste kroonluchters ter wereld: het weegt 4,5 ton en bevat 750 lampen. Lange tijd was gedacht dat het een geschenk van koningin Victoria was, maar in 2006 werd een rekening gevonden waaruit bleek dat voor de kroonluchter betaald was.